# Daewoo XK9
La Daewoo XK9 es un subfusell de calibre 9x19 mm Parabellum, produïda per S&T Motiv. Era una arma que havia de ser la substitució de la Heckler & Koch MP5 de l'Exèrcit de Corea del Sud, i també per les forces especials, però no va ser adoptada. D'acord amb Jane's, l'arma va començar a produir-se suposadament el 2003 amb la designació de DS9A.

## Variants
L'única variant és la Daewoo XK10, la qual té un canó més curt, de 590mm amb la seva culata estesa, i amb la culata curta mesura 248mm, i el canó és de 134mm de llargada.